# ۸۴۱ (خورشیدی)
۸۴۱ هشتصد و چهل و یکمین سال هجری خورشیدی است.